# Jevgenij Plusjtjenko
Jevgenij Plusjtjenko (russisk: Евге́ний Ви́кторович Плю́щенко tr. Jevgenij Viktorovitj Plusjtjenko) (født 3. november 1982 i Dsjamku i Khabarovsk kraj i Sovjetunionen) er en russisk kunstskøjteløber.
Han er seks gange blevet russisk mester, fem gange europæisk mester, tre gange verdensmester, og under OL i Torino 2006 vandt han guld i kortprogrammet med 90,66 point, over ti point foran amerikaneren Johnny Weir (80,00).
Under Eurovision Song Contest 2008 deltog Plusjtjenko, sammen med violinisten Edvin Marton, som en del af sceneshowet til russiske Dima Bilan som vandt med sangen Believe.